# Садове (заказник)
Садове — ландшафтний заказник місцевого значення. Об'єкт розташований на території Бобринецького району Кіровоградської області.
Площа — 72,2 га, статус отриманий у 2013 році.